# ≒JOY
≒JOY（日语：／ niari ikōru jyoi */?）是2022年成立的日本女子聲優偶像團體，為=LOVE和≠ME的姐妹團體，同樣由指原莉乃擔任總製作人，為指原莉乃與代代木動畫學院合作的偶像企劃第三彈
。團名以英文讀做「Nearly Equal Joy」，簡稱「niajoy」（ニアジョイ）。

## 歷史

### 2021年
- 10月9日，於富士急ハイランド コニファーフォレスト舉辦的「イコノイフェス2021」上發表第3彈團體甄選消息[2][3]。

### 2022年
- 3月29日，12名成員正式披露，同時發表團體名為「≒JOY」。
- 6月25日，宣布前Last Idol的小澤愛實作為追加成員加入[4]。
- 7月2日，團體第一首歌曲「≒JOY」的MV在YouTube上公開。

### 2023年
- 3月29日，因為學業問題而暫停活動的成員福山萌葉、在結成1周年記念直播上畢業發表。
- 9月3日，於橫濱國際平和會議場的國立大廳舉辦1週年紀念演唱會「初次見面，我們是≒JOY。」[5]。

### 2024年
- 1月17日，發行第一張迷你專輯《一定、絕對、絕對（日语：きっと、絶対、絶対）》[6]。
- 2月23日、於東京國際論壇A廳舉辦「≒JOY 2nd ANNIVERSARY PREMIUM CONCERT」[7]。
- 6月12日，發行第一張單曲《體育館DISCO（日语：体育館ディスコ）》[8]。
- 10月16日，發行第二張單曲《初戀灰姑娘（日语：初恋シンデレラ）》[9]。

### 2025年
- 3月1日，於東京體育館舉辦「≒JOY 3rd ANNIVERSARY PREMIUM CONCERT」[10]。
- 6月11日，發行第三張單曲《藍色夏威夷檸檬（日语：ブルーハワイレモン）》[11]。

## 成員
| 姓名          | 日語讀音 | 出生日期       | 出身地   | 日語暱稱 | 備註                         |
| ------------- | -------- | -------------- | -------- | -------- | ---------------------------- |
| 逢田珠里依    |          | 2005年9月13日  | 東京都   |          |                              |
| 天野香乃愛    |          | 2007年1月21日  | 埼玉縣   |          | 最年少                       |
| 市原愛弓      |          | 2003年8月21日  | 福岡縣   |          | 原STU48成員 舊藝名為市岡愛弓 |
| 江角憐音 （江角怜音） |          | 2005年4月26日  | 大阪府   |          |                              |
| 大信田美月    |          | 2004年9月27日  | 大阪府   |          |                              |
| 大西葵        |          | 2005年8月6日   | 東京都   |          |                              |
| 小澤 愛實 (小澤 愛実)  |          | 2003年4月9日   | 神奈川县 |          | 最年長 原Last Idol成員 队长  |
| 高橋舞 （髙橋舞）   |          | 2005年2月22日  | 兵庫縣   |          |                              |
| 藤澤莉子 （藤沢莉子） |          | 2004年1月16日  | 埼玉縣   |          |                              |
| 村山結香      |          | 2004年2月15日  | 福岡縣   |          |                              |
| 山田杏佳      |          | 2006年2月2日   | 神奈川縣 |          |                              |
| 山野愛月      |          | 2006年10月21日 | 大阪府   |          |                              |

### 前成員
| 姓名          | 日語讀音 | 出生日期       | 出身地   | 日語暱稱 | 離團日期      | 備註 |
| ------------- | -------- | -------------- | -------- | -------- | ------------- | ---- |
| 福山萌葉 （福山萌叶） |          | 2004年10月22日 | 神奈川縣 | もえか   | 2023年3月29日 |      |

## 作品

### 單曲
| 序 | 發售日         | 名稱           | 最高位      | 發售形態   | 唱片編號             | 版本                 |
| -- | -------------- | -------------- | ----------- | ---------- | -------------------- | -------------------- |
| 1  | 2024年6月12日  | 體育館DISCO    | 第1名       | CD+DVD     | VVCL-2481/2          | 初回生產限定盤Type-A |
| 1  | 2024年6月12日  | 體育館DISCO    | 第1名       | CD+DVD     | VVCL-2483/4          | 初回生產限定盤Type-B |
| 1  | 2024年6月12日  | 體育館DISCO    | 第1名       | CD+DVD     | VVCL-2485/6          | 初回生產限定盤Type-C |
| 1  | 2024年6月12日  | 體育館DISCO    | 第1名       | CD+Blu-ray | VVCL-2487/8          | 初回生產限定盤Type-D |
| 1  | 2024年6月12日  | 體育館DISCO    | 第1名       | CD         | VVCL-2489            | 通常盤Type-E         |
| 2  | 2024年10月16日 | 初戀灰姑娘     | 第1名       | CD+DVD     | VVCL-2570/1          | 初回生產限定盤Type-A |
| 2  | 2024年10月16日 | 初戀灰姑娘     | 第1名       | CD+DVD     | VVCL-2572/3          | 初回生產限定盤Type-B |
| 2  | 2024年10月16日 | 初戀灰姑娘     | 第1名       | CD+DVD     | VVCL-2574/5          | 初回生產限定盤Type-C |
| 2  | 2024年10月16日 | 初戀灰姑娘     | 第1名       | CD         | VVCL-2576            | 通常盤Type-D         |
| 3  | 2025年6月11日  | 藍色夏威夷檸檬 |             | CD+DVD     | VVCL-2683/4          | 初回生產限定盤Type-A |
| 3  | 2025年6月11日  | 藍色夏威夷檸檬 | VVCL-2685/6 | CD+DVD     | 初回生產限定盤Type-B |                      |
| 3  | 2025年6月11日  | 藍色夏威夷檸檬 | VVCL-2687/8 | CD+DVD     | 初回生產限定盤Type-C |                      |
| 3  | 2025年6月11日  | 藍色夏威夷檸檬 | CD          | VVCL-2689  | 通常盤Type-D         |                      |

### 迷你專輯
| 序 | 發售日        | 名稱                  | 最高位 | 發售型態 | 唱片編號    | 版本名稱                 |
| -- | ------------- | --------------------- | ------ | -------- | ----------- | ------------------------ |
| 1  | 2024年1月17日 | 一定、絕對、絕對 （） | 1      | CD+DVD   | VVCL-2400/1 | 初回仕樣限定盤（Type-A） |
| 1  | 2024年1月17日 | 一定、絕對、絕對 （） | 1      | CD+DVD   | VVCL-2402/3 | 初回仕樣限定盤（Type-B） |
| 1  | 2024年1月17日 | 一定、絕對、絕對 （） | 1      | CD       | VVCL-2404   | 出道紀念特別盤（Type-C） |